# Bukowynśka Nadija Wełykyj Kuczuriw
Bukowynśka Nadija Wełykyj Kuczuriw (ukr. ВФК «Буковинська надія» Великий Кучурів) – ukraiński klub piłki nożnej kobiet, mający siedzibę we wsi Wełykyj Kuczuriw obwodu czerniowieckiego, na zachodzie kraju, grający od sezonu 2020/21 w rozgrywkach ukraińskiej Wyższej ligi piłki nożnej.

## Historia
Chronologia nazw:
- 2016: WŻFK Bukowynśka Nadija Wełykyj Kuczuriw (ukr. ВФК «Буковинська надія» Великий Кучурів)

Klub piłkarski Bukowynśka Nadija został założony w miejscowości Wełykyj Kuczuriw w 2016 roku. W sezonie 2018/19 zespół startował w rozgrywkach Pierwszej ligi, zajmując piąte miejsce w grupie pierwszej. Po zajęciu drugiej lokaty w grupie pierwszej otrzymał promocje do Wyższej ligi. Debiutowy sezon 2020/21 na najwyższym poziomie zakończył na końcowej ostatniej 10.pozycji.

## Barwy klubowe, strój, herb, hymn
|  |  |

Klub ma barwy żółto-czarne. Piłkarki domowe spotkania zazwyczaj grają w żółtych koszulkach, czarnych spodenkach oraz żółtych getrach.

## Sukcesy

### Trofea międzynarodowe
Nie uczestniczył w rozgrywkach europejskich (stan na 31-05-2021).

### Trofea krajowe
| \| \| Zdobyte trofea w rozgrywkach Ukrainy (stan na: 31-05-2021) \| |                                                            |      |                  |
| Rozgrywki                                                           | Osiągnięcie                                                | Razy | Sezon(y)         |
| Mistrzostwo                                                         | I miejsce                                                  | 0    |                  |
| Mistrzostwo                                                         | II miejsce                                                 | 0    |                  |
| Mistrzostwo                                                         | III miejsce                                                | 0    |                  |
| Mistrzostwo                                                         | 10.miejsce                                                 | 1    | 2020/21          |
| Puchar                                                              | zdobywca                                                   | 0    |                  |
| Puchar                                                              | finalista                                                  | 0    |                  |
| Puchar                                                              | 1/8 finału                                                 | 2    | 2018/19, 2019/20 |
| II liga                                                             | I miejsce                                                  | 0    |                  |
| II liga                                                             | II miejsce                                                 | 2    | 2019/20 (A)      |
| II liga                                                             | III miejsce                                                | 0    |                  |
| Ukraina                                                             | Zdobyte trofea w rozgrywkach Ukrainy (stan na: 31-05-2021) |      |                  |

## Poszczególne sezony

### Rozgrywki międzynarodowe

#### Europejskie puchary
Nie uczestniczył w rozgrywkach europejskich (stan na 31-05-2021).

### Rozgrywki krajowe
| \| Ukraina \| Bilans występów klubu w rozgrywkach piłkarskich Ukrainy (Stan na 31 maja 2021 r.) \| \| |                                                                                   |        |       |   |   |   |    |    |     |           |        |        |      |
| Poziom                                                                                                | Rozgrywki                                                                         | Sezony | Mecze | Z | R | P | B+ | B– | Pkt | Lata      | Awanse | Spadki | Naj. |
| I | Wyszcza liha                                                                      | 1      |       |   |   |   |    |    |     | od 2020   | 0      | 0      | 10   |
| II | Persza liha                                                                       | 2      |       |   |   |   |    |    |     | 2018–2020 | 1      | 0      | 2    |
| | Puchar Ukrainy                                                                    | 2      |       |   |   |   |    |    |     | od 2018   | 0      | 0      | 1/8  |
| Ukraina                                                                                               | Bilans występów klubu w rozgrywkach piłkarskich Ukrainy (Stan na 31 maja 2021 r.) |        |       |   |   |   |    |    |     |           |        |        |      |

## Struktura klubu

### Stadion
Klub rozgrywa swoje mecze domowe na stadionie Bukowyna w Czerniowcach o pojemności 12 tys. widzów.

### Inne sekcje
Klub oprócz głównej drużyny prowadzi drużynę młodzieżowe oraz dla dzieci, grające w turniejach miejskich.

## Kibice i rywalizacja z innymi klubami

### Derby
- EMS Podilla Winnica